# Гаукенигсхофен
Гаукенигсхофен (њем. Gaukönigshofen) општина је у њемачкој савезној држави Баварска. Једно је од 52 општинска средишта округа Вирцбург. Према процјени из 2010. у општини је живјело 2.455 становника. Посједује регионалну шифру (AGS) 9679134.

## Географски и демографски подаци
Гаукенигсхофен се налази у савезној држави Баварска у округу Вирцбург. Општина се налази на надморској висини од 270 метара. Површина општине износи 32,0 km². У самом мјесту је, према процјени из 2010. године, живјело 2.455 становника. Просјечна густина становништва износи 77 становника/km².